# Борис Борисов
Борис Борисов е български автомобилен състезател.
Състезава се за екипа на Приста Ойл Рали Тийм, със състезателен автомобил Субару Импреза WRX N 14.

## Биография
Борис Любомиров Борисов е роден на 5 септември 1975 г. в град София. Завършва средното си образование в 34-то СОУ-хуманитарен профил, а към момента продължава образованието си в „Колеж по туризъм“ – Благоевград, специалност „Бизнес администрация“. Има семеен бизнес в сферата на търговията – авто-къща, автосервиз и кафе „В&В“, член на УС на СдНЦ „Б енд Б Рейсинг“. От 2000 г. е автомобилен състезател. Женен, с две деца – Мартин Борисов – роден на 12 август 1998 г. и Борис Борисов – роден на 28 август 2005 г. Съпругата му Здравка Борисова, с която са заедно от 16 г. (1994), е тим мениджър на АСК „Б енд Б рейсинг“ и негов личен мениджър.
Борис Борисов започва кариерата си на автомобилен състезател през 2000 г. под ръководството на Николай Николов, с участие в планински шампионат – „Осогово-2000“ с ВАЗ-2107, където печели третото място. Зимата на същата година прави предсъстезателна подготовка в автомобилна школа в гр. Сливен. През първите години от кариерата си участва в състезанията на рали, скоростният пистов шампионат, рали-крос и планински изкачвания като частен пилот.
През 2001 г. участва в рали „Хеброс“ с „Пежо 106“, като навигатор на Н. Николов, където печелят първо място в клас А5 и 6-о място в генерално класиране. Същата година става единствения носител за последните двадесет години на купа „Феър плей“ (13 октомври 2001).
През 2002 г. участва в шампионатите по рали-крос и писта с „Лада Самара“, където печели призови места.
През 2003 г. става първи в клас N2 с „Опел Корса“ при участието си в рали „България“. В този старт негов навигатор е Борис Рангелов.
През 2004 г. завършва в шампионата по рали крос като вицешампион със „Ситроен Саксо“
През 2005 г. 3-то място в клас А5, като записва победа и първо място на писта „Стара Загора“. През същата година е и 3-ти в клас I/6 от шампионата по рали-крос, с „Форд Пума“.
През 2006 г. – завършва сезона като шампион в клас А5 и втори в генерално класиране на група А и N до 1600 куб. см. в пистовия шампионат с „Форд Пума“
Поради лични ангажименти през 2007 г. временно преустановява спортната си дейност.
През 2008 г. Борис Борисов, става част от отбора на „ПРИСТА ОЙЛ РАЛИ ТИМ“, като пистов пилот на отбора с „Мицубиши Лансър Ево 9“. Завършва годината с титлата в генералното класиране на обединената група А и N над 1600 куб.см, печелейки шампионата в последния старт за годината – писта „Бургас 2008“. Същата година, по време на първото издание на „Шампион на шампионите“ става и първият официален победител в годишната надпревара.
През 2009 г. Започва шампионата с „Мицубиши Лансър Ево 9, но го заменя със „Субару Импреза WRX N14 TMR 08. Във временното класиране на шампионата на писта е лидер, но два кръга преди края на първенството състезателен инцидент му отнема шанса да потвърди шампионската си титла от предишния сезон и завършва годината с 3-то място в клас А8 и 3-то място в генерално класиране обединената група А и N над 1600 куб.см.
През същата година завършва и на трето място в А8 на скоростния планински шампионат.
През тази година, Борис Борисов се състезава в едновременно в двата скоростни шампионата (пистов и на планински изкачвания) със Субару Импреза WRX N10 в клас Х4. След четири състезания от пистовата надпревара той се бори за челното място в генерално класиране в обединена група Е и Х над 1600 куб. см. След три старта от планинското първенство Борис Борисов е лидер в класирането на обединената група Е и Х над 1600 куб. см (24 т.), както и в клас Х4. Той е единственият пилот, който има пълен сбор от 30 т. – три старта и три победи в класа от стартовете за сезон 2010 г.

## Смърт
Борисов е намерен убит на 26 февруари 2015 г., край езерото в Казичане. Прострелян е . 